# Tom Kiely
Thomas Francis Kiely, detto Tom (Ballyneal, 25 agosto 1869 – Dublino, 6 novembre 1951), è stato un multiplista britannico, medaglia d'oro alle Olimpiadi di Saint Louis 1904.

## Carriera
A Saint Louis 1904 vinse la prova multipla (chiamata All around) con questi risultati:
- 100 yards: 11"1
- 120y ost. 17"8
- 880y marcia: 3'59"0
- Miglio: 5'34"0
- Alto: 1,52 m
- Asta: 2,743 m
- Lungo: 5,945 m
- Pietra: 8,92 m
- Peso: 10,82 m
- Martello: 36,75 m

## Palmarès
| Anno | Manifestazione | Sede      | Evento     | Risultato | Punteggio | Note |
| ---- | -------------- | --------- | ---------- | --------- | --------- | ---- |
| 1904 | Olimpiadi      | St. Louis | All around | Oro       | 6036 p    |      |